# ماییلوواتس
ماییلوواتس (به صربی: Majilovac) یک منطقهٔ مسکونی در صربستان است که در ولیکو گردیشت واقع شده‌است. ماییلوواتس ۱٬۰۲۴ نفر جمعیت دارد.